# Giacinto Gimignani
Giacinto Gimignani (né à Pistoia en 1606 et mort à Rome en 1680) est un peintre italien du XVIIe siècle et un aquafortiste du baroque romain.

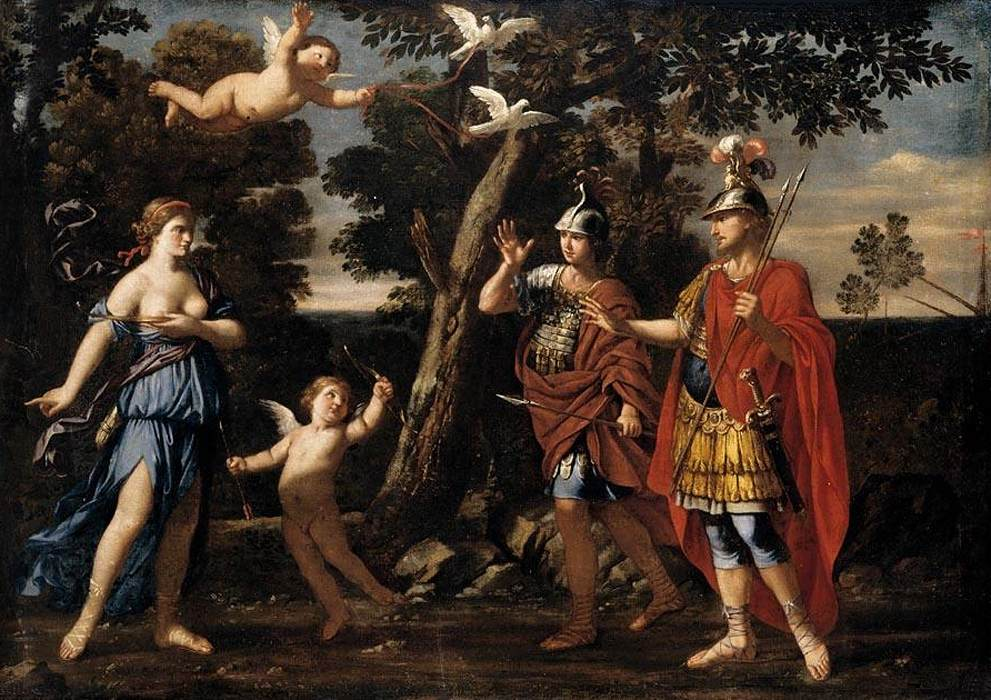
Venus apparaît à Aeneas et Achates

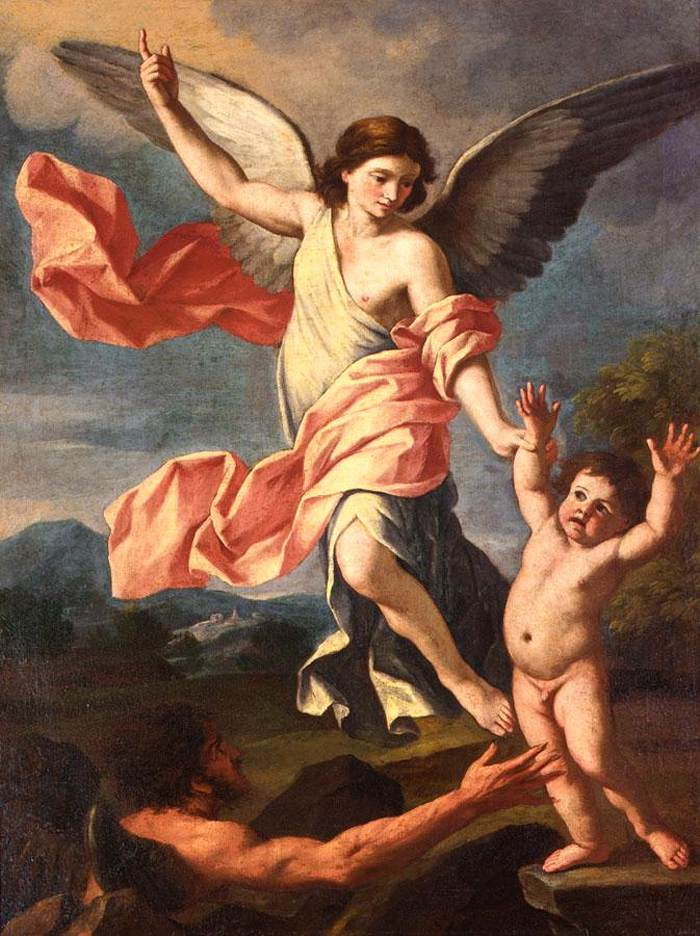
Un ange et un démon combattent pour l'âme d'un enfant

## Biographie
Giacinto Gimignani naît à Pistoia où son père et son premier maître, Alessio Gimignani (1567-1651), est un peintre ayant été formé lui-même par Jacopo Ligozzi.
Guido Rospigliosi, cardinal secrétaire d'État, de la noble famille  Rospigliosi  de Pistoia, le prend sous sa protection et, en 1630, il voyage à Rome, où en 1632, il travaille sous la direction de  Pietro da Cortona.
Sa première œuvre est la fresque du Repos pendant la fuite en Égypte (1632) sur un tympan de la chapelle du palais Barberini.
En 1640, il épouse Cecilia, la fille du peintre Alessandro Turchi. Il est alors impressionné par les gammes chromatiques et les clairs-obscurs de son beau-père.
En 1648, il assiste Pietro da Cortona dans la décoration du palais Pamphili à Rome.
Il a développé un modèle classique influencé également par Nicolas Poussin, convenant au modèle maniériste se développant à Rome.
Excellent dessinateur et graveur, il réalise à Florence des cartons de tapisseries pour les Médicis. Il travaille aussi pour les Niccolini et peint la fresque néo-raphaélesque du Parnasse (1652) au palais de la Via dei Servi.
Son fils Ludovico Gimignani est également connu pour son travail à Rome.

## Œuvres
- La Réunion de Vénus et Adonis au  Museo Rospigliosi
- Les Frères montrent le manteau sanglant de Joseph à Jacob au  Museo Rospigliosi
- Repos pendant la fuite en Égype (1632), palais Barberini
- Rebecca au puits (1645), huile sur toile, 94 × 144 cm, galerie Palatine, palais Pitti, Florence. Figurait dans les collections de la Villa di Poggio Imperiale, résidence de la grande-duchesse Vittoria della Rovere à la fin de sa vie[3].
- Vision de Constantin, fresque de l'ambulatoire du baptistère de Saint-Jean de Latran, guidé par Andrea Sacchi
- Décoration de l'abside à l'église Santa Maria ai Monti de Rome
- Trinità e angeli, Basilica di San Crisogono de Rome
- Trois tableaux au Musée de Bouxwiller et du pays de Hanau
- Tableau à la collegiata di San Michele Arcangelo, Lucignano
- Tableau à l'église San Silvestro al Quirinale de Rome
- Tympans de San Carlo ai Catina à Rome
- Santa Francesca Romana, église San Benedetto de Pistoia
- Un ange et un démon combattent pour l'âme d'un enfant.
- Arrivée d'Enée en Italie, Hôtel d'Agar, Cavaillon
- La Mort d'Alexandre, pierre noire, plume, encre brune, rehauts de blanc sur un papier couvert d'un léger lavis brun, 0,362 x 0,210 m, Paris, Beaux-Arts de Paris[4],[5].